# The Crestfallen EP
Albums de Anathema
Serenades
(1993)
The Crestfallen EP est le premier EP du groupe de rock britannique Anathema, publié en 1992, par Peaceville Records.
Il pose quelques fondations du death-doom, courant à la croisée du doom metal et du death metal.

## Liste des titres
Toute la musique est composée par Anathema.
| No | Titre               | Durée |
| -- | ------------------- | ----- |
| 1. | ...And I Lust       | 5:45  |
| 2. | The Sweet Suffering | 6:39  |
| 3. | Everwake            | 2:38  |
| 4. | Crestfallen         | 10:15 |
| 5. | They Die            | 7:59  |